# Alexis Douillard
Alexis Marie Louis Douillard (Nantes, 28 giugno 1835 – Meudon, 26 settembre 1905) è stato un pittore francese.

## Biografia
Figlio dell'architetto Louis-Prudent Douillard, si è particolarmente distinto per le sue opere di carattere religioso, realizzando numerosi affreschi nelle chiese. 
Alcune di queste sue realizzazioni si ritrovano perlopiù all'interno di edifici realizzati dai suoi fratelli, gli architetti Ludovic-François Douillard e Lucien Douillard, come la chiesa Saint-Louis a Paimbœuf, nella Loira Atlantica.
Ha concorso al Prix de Rome per la pittura nel 1861, senza però essere ricompensato.

## Opere
Alcune delle sue opere su tela sono esposte al Museo Baron-Martin di Gray.
Tra di esse:
- Un philosophe, portrait d'homme âgé, olio su tela, 36 x 27 cm
- Prêtre portant le viatique, olio su tela, 115 x 75 cm
- Le deuil de l'orpheline, olio su tela, 142 x 96 cm